# Anniviers
Anniviers är en kommun i distriktet Sierre i kantonen Valais, Schweiz. Kommunen skapades den 1 januari 2009 genom sammanslagningen av de sex kommunerna i Val d'Anniviers: Ayer, Chandolin, Grimentz, Saint-Jean, Saint-Luc och Vissoie. Anniviers hade 2 773 invånare (2023). Kommunens huvudort är orten Vissoie.
I kommunen finns vintersportorten Zinal.